# Legend of Illusion starring Mickey Mouse
 (avril 2020).
Si vous disposez d'ouvrages ou d'articles de référence ou si vous connaissez des sites web de qualité traitant du thème abordé ici, merci de compléter l'article en donnant les références utiles à sa vérifiabilité et en les liant à la section « Notes et références ».
Legend of Illusion starring Mickey Mouse  est un jeu vidéo de plates-formes édité en 1994 par Sega sur Game Gear et Master System.